# جانی سوئید
جانی سوئید (به انگلیسی: Johnny Suede) فیلمی است محصول سال ۱۹۹۱ و به کارگردانی تام دیسیلیو است. در این فیلم بازیگرانی همچون برد پیت، کاترین کینر، کالوین لولز، نیک کیو، پیتر مک‌رابی، ران واوتر، دنیس پارالاتو، تینا لوئیس، ساموئل ال. جکسون و مایکل مولهرن ایفای نقش کرده‌اند.